# 数列
数列（英語：Number sequence）是由数字組成的序列。另一種略為抽象的說法是——以正整數為定義域、值域是一個數系的函数。级数也是一種数列，不過它的每一項是另外一個數列的部份和。在微積分的教材中經常討論的数列是實數序列和實數級數。一般的「序列」则范围更广，可以由有序的一系列数字、一系列函数、一系列向量、一系列矩阵或一系列张量等等所组成。而在計算理論中，数列以及相关术语常用于有关递推规律的研究。

## 正式定義
由於最一般的數為複數，可以作如下的定義：
數列的定義 — 一個 {\displaystyle a:\mathbb {N} \to \mathbb {C} } 的函數被稱為無窮數列，可記為 {\displaystyle {\left\{a_{i}\right\}}_{i\in \mathbb {N} }} 、 {\displaystyle {\left\langle a_{i}\right\rangle }_{i\in \mathbb {N} }} 或 {\displaystyle {\left(a_{i}\right)}_{i\in \mathbb {N} }} ，而 {\displaystyle a(i)} 會被簡記為 {\displaystyle a_{i}} 。
若 {\displaystyle I_{n}=\left\{1,\,2,\,\cdots ,\,n\right\}} ，則一個 {\displaystyle a:I_{n}\to \mathbb {C} } 的函數被稱為有限數列，可記為 {\displaystyle {\left\{a_{k}\right\}}_{k=1}^{n}} 、 {\displaystyle {\left\langle a_{k}\right\rangle }_{k=1}^{n}} 或 {\displaystyle {\left(a_{k}\right)}_{k=1}^{n}} 。
在教學上常會如下標示有限數列，來增進對定義的直觀理解：
{\displaystyle \left\langle a_{k}\right\rangle _{k=1}^{n}=\left\langle a_{1},\,a_{2},\,a_{3},\,\cdots ,\,a_{n}\right\rangle }
以上表達式中的每一个数被称为这个数列的「项」。{\displaystyle a_{1}} 为数列的「第一项」、{\displaystyle a_{2}} 为「第二项」，以此類推。{\displaystyle n} 被稱為有限數列的項數。數列中的第一项常稱為「首項」，最后一项則称为「末项」。注意有限數列也可以設為 {\displaystyle \left\langle a_{k}\right\rangle _{k=0}^{n}} ，換句話說，把 {\displaystyle 0} 包含在數列的定義域中，並以第零項 {\displaystyle a_{0}} 作為首項。無窮數列只有首項，沒有末項，但類似的，也可不将{\displaystyle 0}包含在無窮數列的定義域中，讓無窮數列的首項為 {\displaystyle a_{1}} 。
由數列中各個項的和組成的數列稱為「級數」，換句話說
級數的定義 — 一個數列 {\displaystyle {\left\{a_{i}\right\}}_{i\in \mathbb {N} }} 的級數是另外一個數列 {\displaystyle {\left\{s_{i}\right\}}_{i\in \mathbb {N} }} ，具有以下特性：
- {\displaystyle s_{0}=a_{0}}
- 對所有的 {\displaystyle n\in \mathbb {N} } 有 {\displaystyle s_{n+1}=s_{n}+a_{n}}

一般會將 {\displaystyle {\left\{s_{i}\right\}}_{i\in \mathbb {N} }} 寫為 {\displaystyle \sum _{i=0}^{n}a_{i}} ，甚至更直觀的 {\displaystyle a_{0}+a_{1}+\cdots +a_{n}} 來凸顯級數源於求和」的直觀概念。
級數的概念可以推廣至數列以外的序列，比如說函數序列的函数級數。

## 分類

### 單調性
- 若對所有 n ∈ Z+ ，an+1 ≥ an  ，则称数列 ⟨ak⟩ 为「递增数列」。把 ≥ 換成 > ，則稱為「嚴格遞增數列」。
- 若對所有 n ∈ Z+ ，an+1 ≤ an  ，则称数列 ⟨ak⟩ 为「递减数列」。把 ≤ 換成 < ，則稱為「嚴格遞减數列」。
- 若對所有 n ∈ Z+ ，an+1 = an  ，则称数列 ⟨ak⟩ 为「常数数列」。

### 有限性
- 若數列 {\displaystyle \left\langle a_{k}\right\rangle _{k=1}^{n}} 的项数有限，則 ⟨ak⟩ 为「有限数列」。
- 若數列 {\displaystyle \left\langle a_{k}\right\rangle _{k=1}^{\infty }} 的项数无限，則 ⟨ak⟩ 为「无穷数列」。

### 有界性
- 若對所有 n ∈ Z+ ，M ≤  an ≤ N  ，则称数列 ⟨ak⟩ 为「有界数列」。 M 稱為「下界」， N 稱為「上界」。
- 若對數列 ⟨ak⟩ ，上述的 M 、 N 不存在，则称数列 ⟨ak⟩ 为「無界数列」。

## 收斂性與極限
收斂性是數列的一個重要性質。如果一個數列逐漸趨近於某一個值，就稱該數列為收斂數列，否則稱為發散數列。
簡單的說，一個數列{\displaystyle \{x_{n}\}}有極限，便是它的數列中的元素逐漸地越來越靠近{\displaystyle L}（稱為極限值），但是它們仍然任意得很靠近極限值{\displaystyle L}，而不一定恰好相等。
舉例來說：當 {\displaystyle a_{n}={\frac {1}{n}}} 時，隨著n的數字增加，可以看到它逐漸趨向於0。當 {\displaystyle a_{n}=5-{\frac {3n^{2}-9}{n^{2}+1}}}時，隨著n的數字增加，可以看到它逐漸趨向於2。
此外，值得注意的是，當一個數列有極限值時，它的極限值一定是唯一的。一般來說，當數列收斂，我們會記{\displaystyle \lim _{n\to \infty }a_{n}=L}。

### 收斂的嚴格定義
我們說一個實數數列{\displaystyle \{a_{n}\}}收斂於實數{\displaystyle L}；如果對任意的{\displaystyle \epsilon >0} ，存在一個正整數{\displaystyle N\in \mathbb {N} }，使得對所有的{\displaystyle n\geq N}，有{\displaystyle |a_{n}-L|<\epsilon }。

## 重要的特殊数列
- 等差数列：是一种特殊数列。数列中，从第二项起，每一项与前一项的差相等。

例如数列{\displaystyle 1,3,5,7,9,\cdots ,9995,9997,9999,\cdots }。
这就是一个等差数列，因为第二项与第一项的差和第三项与第二项的差相等，都等于{\displaystyle 2}；{\displaystyle 9999}与{\displaystyle 9997}的差也等于2。我们把像2这样的后一项与前一项的差称之为公差，符号为{\displaystyle d}，并且{\displaystyle d}可为0。
若設首項{\displaystyle a_{1}=a}，則等差數列的通項公式為{\displaystyle a_{n}=a_{1}+(n-1)d}。
- 多阶等差数列：又称高阶等差数列，中國则称之为“质数相关数列”。

把一个数列的所有后项与前一项之差组成一个新的数列，如果这个新的数列是普通等差数列，原数列就称为二阶等差数列。
由此类推，把一个数列的所有后项与前一项之差组成一个新的数列，再把这个新的数列的所有后项与前一项之差组成另一个新的数列，如此进行下去，直到最后的数列如果是普通等差数列，那么原数列就是多阶等差数列。
普通等差数列可以视为一阶等差数列，因而常数数列实际就是零阶等差数列。
- 等比数列：是一种特殊数列。它的特点是：从第2项起，每一项与前一项的比都是一个常数。

例如数列{\displaystyle 2,4,8,16,32,\cdots ,2^{197},2^{198},2^{199},\cdots }。
这就是一个等比数列，因为第二项与第一项的比和第三项与第二项的比相等，都等于2，{\displaystyle 2^{198}}与{\displaystyle 2^{197}}的比也等于2。我们把像2这样的后一项与前一项的比称之为公比，符号为{\displaystyle r}。
若設首項{\displaystyle a_{1}=a}，則等比數列的通項公式為{\displaystyle a_{n}=ar^{n-1}}。
- 斐波那契数列：是一种特殊数列。它的特点是：首兩項均是1，从第3项起，每一项均為前兩項的和。

以數學符號表示，即{\displaystyle a_{1}=a_{2}=1}，且對於{\displaystyle n\geq 3}，{\displaystyle a_{n}=a_{n-1}+a_{n-2}}。
斐波那契数列的通项公式為{\displaystyle a_{n}={\frac {1}{\sqrt {5}}}\left[\left({\frac {1+{\sqrt {5}}}{2}}\right)^{n}-\left({\frac {1-{\sqrt {5}}}{2}}\right)^{n}\right]}。
- 質數數列：目前找不到規律的特殊數列，即：2, 3, 5, 7, 11, 13, 17,............
- 正负相间：{\displaystyle (-1)^{n}}或{\displaystyle (-1)^{n-1}}
- 隔项有零：{\displaystyle {\frac {1}{2}}[(-1)^{n}+1]}或{\displaystyle {\frac {1}{2}}[(-1)^{n-1}+1]}

## 数列的求和
通常对第1项到第{\displaystyle n}项求和，记为{\displaystyle S_{n}=\sum _{k=1}^{n}a_{k}}。此求和符号是由瑞士数学家莱昂哈德·欧拉使用和推广的。
一个特殊数列求和：奇数数列。1，3，5，7，9，...。其和为项数{\displaystyle n}的平方。例如：1+3=22,1+3+5=32。

## 通项公式的求解
通常，从实际问题中会先得到一个递推关系式，但是可能会难以观察出数列中某一项的项数和具体大小之间的规律。所以需要求出这个数列的通项公式。以下是一些常见的递推式化简方法。通项公式的求解在积分学、线性代数、概率论、组合数学、趣味数学、数学物理、数学建模、数值分析、分形等领域中都会遇到。并不存在一种通用的解法。求不出通项公式或只能进行估算的情形也可能出现。

### 数学归纳法
求出该数列的前数项，归纳其通项公式，然后用数学归纳法证明公式正确。
数学归纳法是最基本的方法，但对观察和归纳的能力要求比较高。如果猜不出规律，则不能使用此方法。

### 逐差全加
给定数列差{\displaystyle d_{n}}时逐差全加，例如：
{\displaystyle a_{1}=1}，{\displaystyle d_{n}=a_{n}-a_{n-1}=2n}, 求{\displaystyle a_{n}}
{\displaystyle a_{n}=a_{1}+\sum _{k=2}^{n}d_{k}=n^{2}+n-1}

### 逐商全乘
给定数列比{\displaystyle r_{n}}时逐差全乘，例如：
{\displaystyle a_{1}=1}，{\displaystyle r_{n}={\frac {a_{n}}{a_{n-1}}}={\frac {n}{n-1}}}，求{\displaystyle a_{n}}
{\displaystyle a_{n}=a_{1}\prod _{k=2}^{n}r_{k}=n}

### 从和式求通项
如果已知数列和的公式，那么通项的求解非常容易。由{\displaystyle S_{n}=\sum _{k=1}^{n}a_{n}}可知{\displaystyle S_{n}-S_{n-1}=a_{n}}
把{\displaystyle S_{n}}看成一个数列，可以先对{\displaystyle S_{n}}进行求解，然后得出{\displaystyle a_{n}}。

### 换元法
换元法用于从形式上简化表达式，以突出问题的本质。换元法一般不单独使用，而是和其它方法结合使用。中学数学中常用的有对数换元法、三角函数换元法，还有用得很少的双曲函数换元法。

### 不动点法
对于形如齐次分式的递推关系，可利用不动点来推导。
已知{\displaystyle Aa_{n+1}+Ba_{n}+C=0}，其中{\displaystyle A}、{\displaystyle B}、{\displaystyle C}都是常数，求{\displaystyle a_{n}}。

求这类数列的通项公式，一般的方法就是将之化成一个新的等比数列。
- 如果{\displaystyle A\neq -B}，那么这个式子就可以化成下面的形式：

{\displaystyle A(a_{n+1}+k)=-B(a_{n}+k)}。

求出{\displaystyle k}，那么数列{\displaystyle {a_{n}+k}}就是一个等比数列，从而求出通项公式。
- 如果{\displaystyle A=-B}，这个递推关系就不能化为等比数列。如果{\displaystyle A=-B}，那么它就是等差数列。另外，当{\displaystyle A=B}的时候，它是一个等和数列。从这个问题我们可以看到，等和数列也可以化成一个等比数列。
- 除此之外也可以这样将之化成等比数列：

{\displaystyle Aa_{n+1}+Ba_{n}+C=0}

{\displaystyle Aa_{n}+Ba_{n-1}+C=0}

两边相减就有：{\displaystyle A(a_{n+1}-a_{n})+B(a_{n}-a_{n-1})=0}，如此就化成了一个等比数列。
已知{\displaystyle Aa_{n+1}+Ba_{n}+Ca_{n-1}+D=0},其中{\displaystyle A}、{\displaystyle B}、{\displaystyle C}、{\displaystyle D}都为常数，求{\displaystyle a_{n}}；

与上述数列一样，它们一定可以化成下面的形式：

{\displaystyle Aa_{n+1}+Ea_{n}=k(Aa_{n}+Ea_{n-1})-D}

求出对应系数，于是就转化成了前面那种形式，然后就可以求出数列{\displaystyle {Aa_{n}+Ea_{n-1}}}的通项公式，然后求出{\displaystyle a_{n}}的通项公式。实际上这是一种逐步化简的方法。

### 其它方法
其它常用方法包括导数求通项法、组合数学中的母函数方法、特征方程法，这些一般是在大学课程或是部分高中的进阶课程中学到。其中特征方程法专门用于线性递推关系式的化简，与求解线性微分方程的特征方程法非常类似。